# Lage (cartunista)
Hélio Roberto Lage (16 de setembro de 1946 - 30 de novembro de 2006), mais conhecido apenas por Lage, foi arquiteto, ilustrador e cartunista. Começou sua carreira em 1967, fazendo charges para a Tribuna da Bahia, jornal onde permaneceu até seu falecimento. Em 1997, foi eleito o melhor cartunista brasileiro pelo Troféu HQ Mix.